# 再放送
再放送（さいほうそう）とは、
1. 日本の放送法第11条の見出しであり「他の放送事業者の放送を受信して業務区域内に送信すること」を意味する。従前の放送関係の法令では再送信の文言も用いられていたが、2011年（平成23年）6月30日[1]に再放送に統一された。ここから派生した有線テレビジョン放送の用語に同時再放送、義務再放送、指定再放送事業者、区域外再放送がある。詳細は各項目を参照。
2. テレビジョン放送・ラジオ放送などで一度放送された番組を再度放送することである。対語は「本放送」「初回放送」「初放送」である。専門チャンネルなどでは「リピート放送」、一部のケースは「アンコール放送[2]」とも呼ばれる。
3. ラジオ放送を受信増幅し、道路トンネル内に誘導無線などによりカーオーディオなどに向けてラジオの再放送を行うこと。トンネル内ラジオ再放送設備を参照。

本記事では2.について扱う。
再放送（さいほうそう）は、狭義においては、かつて自局で放送した番組を再度放送することを指し、この場合は番組表に再放送を示すマークが付き、基本的にその初回放送でも「新番組」とは見做されないことがほとんどである。
広義には同一放送エリアの自局以外でかつて放送され、自局では放送されたことのない番組を放送することをも指すが、この場合、新たに放映する局にとっては本来は本放送（初回放送）である（番組表において、再放送マークはつかない）。しかし以前と同じ放送エリアでの視聴者にとっては事実上の再放送といえるため、「再放送」と称されることが多い。さらに広義には全国ネットの番組で自県には系列局がないなどの理由で遅れネットになっているが、スピルオーバーやCATVの区域外再放送などにより同時ネットで視聴できるという環境下で、自県の放送局で遅れネットされる番組のことも「再放送」と呼ばれることがある。当然この場合も番組表において再放送マークはつかない。

## 再放送される番組の種類および時間
日本国内のテレビ放送で再放送されることが多い番組は、主にゴールデンタイムで放送されたテレビドラマ・バラエティ番組・紀行番組・ドキュメンタリー番組・テレビアニメなどである。番組対抗クイズ企画番組などの特別番組が再放送されることもある。その一方、深夜番組の再放送は少ない。再放送はキー局などの制作のいわゆる全国ネット番組・各局自社制作のいわゆるローカル番組のいずれも対象になっている。
NHK教育テレビ（NHK Eテレ）の学校放送「NHK for School」は原則として新作の初回放送は隔週で行い、同じ番組でも同じ週の別の曜日・時間帯に再放送を行っている。2021年までは学校の長期休講中（夏休み・冬休み・春休み）に、その直近の学期で放送された内容を復習する目的で「〇（季節）のテレビクラブ」という広義のキャッチアップ放送に相当する再放送期間があった。
放送大学においても、年度上半期の4-7月と、下半期の10-1月を通常の授業放送期間として毎週の定時枠で1講義につき15回放送を行い、授業放送期間終了後も、全科履修生の単位習得の復習や、授業放送期間の視聴を見逃した学生への対応などのための集中学習期間として、同じ講義を毎日同じ時間帯で再放送している。
日本ではゴールデンタイムに再放送することは少ないが、NHK教育テレビ（NHK Eテレ）では、日曜日の20時台に『日曜美術館』が再放送されている。アメリカでは、ゴールデンタイムやプライムタイムにドラマなどの再放送が行われている。
再放送の際には、番組視聴者プレゼントコーナーにおける応募受付終了に関する注記（例:「現在は応募を受け付けておりませんのでご了承ください」など）や、本放送時に他の時間帯にその局で放送される番組の番組宣伝や、クイズの問題など、本放送時を想定していた内容などで、本放送時にはなかったテロップが付与するケースが多い。連続ドラマでは次回予告がカットされていることがある。これは編成上の都合（放送時間が短いためやCM時間を確保するため）もあるが、番組公式サイトのアドレスが表記されていることもある（2000年代から表記されているが、その頃の番組サイトはすでに閉鎖されていることが多い。このため、予告時にはアドレス部分をぼかし処理または別のテロップを上乗せするか、再放送を理由に次回予告そのものをカットして「●●（番組名）・終」と表示させるなどしていることがある）。また、連続ドラマではかつてエンディング後にブルーバックで「この作品はフィクションです」といった一枚画が次回予告内に表記されることがあり、フジテレビ系のドラマ作品では本放送にはなかった一枚画（またはそれを含めたエンドカード）も新たに作られることが多い。また朝日放送テレビや瀬戸内海放送などでは一部連続ドラマの再放送でエンディング時にテロップで「この作品はフィクションです」というテロップを差し込んでいる（再放送ではカットされる次回予告でそのテロップが差し込まれているため）。
ドラマやアニメがゴールデンタイムに再放送される場合は、「 - 総集編」や「 - 完全版」、「 - アンコールスペシャル」「ドラマレジェンド - 」などと題して番組の解説や新たなシーン、原作者、出演者のトーク、関連作品の新作ドラマまたは劇場版の予告宣伝などを加えた上で放送されることがある。(特殊な例として、アニメポプテピピックの2021年の再放送では出演声優の担当話数をシャッフルし音声を再録した「リミックス版」が作られた。)NHKでも、過去の放送回のアンコール放送を行うときは再放送マークを用いず「●●（番組名）選」と表示することがある。また特にEテレの学校放送・アニメ番組・一部の教育番組などでは新聞番組表には再放送マークを記載するものの、EPGには記載をしない。また、バラエティ番組は名場面集などとして過去に放送したコントやトークなどを放送することがある。正月三が日のゴールデンタイムに放送されるバラエティ特番を同じ年の年末の早朝から午後にかけて再放送することもある。これはおおむね翌年の正月に放送される最新作の宣伝を兼ねていることが多く、再放送のマークが付いていても"元日夜6時から放送"などといった宣伝テロップが本編内に表示され、CM入りやCM明けに予告を挟んでいる。ゴールデンタイムの場合は特別企画として放送するため番組表に再放送のマークはつかない。提供クレジットによるスポンサーの表示は、地上波放送・BS放送・CS放送のいずれにおいても行われない場合が多い。
キー局などで放送された番組が地方局で遅れネットされることを「再放送」と誤用している者もいるが、同時ネット局を受信出来る環境によっては事実上の再放送となりうることもある。
業務悪化による経費削減の影響で2009年以降再放送枠が増加傾向であった。2015年春まで、TBS系列・フジテレビ系列の大半の局は平日14:00ごろ - 16:50ごろの3時間程度を再放送枠などに使っていた。なお、2014年4月から9月まで、テレビ朝日系列では、『ワイド!スクランブル』の編成変更に伴い、13:05から4時間程再放送枠となっている局が多かったが、10月から再編成で14:00 - 16:50ごろに短縮された。なお、2015年春からはフジテレビ・TBSとも、再放送枠が大幅に削減された。
その一方、日本テレビ系列では13:55 - 15:50に『情報ライブ ミヤネ屋』を放送しているため、再放送枠はその後となる。また地方局の中では夕方ワイド番組を16時台で放送している局もあり、この場合、その時間には再放送枠は存在しないことになる（午前中の10:25 - 11:25や土日午後に再放送枠としている場合もある）キー局の日本テレビの2014年冬から『news every.』の時間拡大によって平日の再放送枠が消滅した。フジテレビでは土曜日15:30 - 17:30（『土曜ワイド』）、テレビ朝日は土曜日10:00 - 17:25（ニュースやミニ番組をまたいで）に再放送枠を設けている。ゴルフ中継などのスポーツ中継が入る場合がある。
2000年代以降に制作されたドラマで、本放送時に字幕放送された作品では再放送でも字幕放送対応になっていることがある。ただし大都市圏の地上波に多く、地方では未対応の局が多い。
15時55分のようにフライングスタートを実施していたり、CMを増やして、本放送より5 - 6分長く放送することもある。
NHKの『連続テレビ小説』や『チコちゃんに叱られる!』など、レギュラーの再放送枠を設けている番組も存在する。
NHKではBSで好評だった番組を地上波の深夜枠で再放送することも多いが、この場合の「好評」とは視聴率が高いことではなく、評論家や新聞記者などに評判がよかった番組のことを指す（1998年時点）。なお、NHKでは地上波・衛星間で放送波を跨がる番組を放送する場合は再放送扱いとはならず、番組表において再放送マークはつかないとコメントしている。また、視聴者を次回作に誘導することなどを目的として、過去放送回の番組を編成する場合もあるが、この場合は番組名の末尾に「選」と表記し、こちらも番組表において再放送マークはつかないとしている。

## 再放送の主な理由
再放送は、「経費削減」「過去のドラマのリメイク、あるいは続編制作を行う場合の宣伝」「新番組の前作を放送」「昼間の空白枠の穴埋め」「強力な裏番組への回避」などといった理由が主なものであるが、視聴者からの希望により再放送される番組もある。また、テレビドラマが映画化される場合、映画の公開前にドラマが再放送される場合もある。
さらに、本放送が番組途中で、地震などの報道特別番組やスポーツ中継などに急遽差し替えられ、日を改めて最後まで放送する事も再放送と呼ばれることがある。この場合、次の放送日に放送される場合が多いが、特番の場合や放送スケジュールの都合などから別の時間帯に放送された例もある。最後まで放送された場合も、放送事故、一部のネット局のみ放送休止、長時間の遅延や中断、L字型画面などの影響を受けた場合は、日を改めて再放送される場合もある。また一部の地域のみ特別番組に差し替えられることがあらかじめ決まっている場合は、特別番組への差し替えが行われない地域では過去作の再放送に差し替える場合もある。
ゴールデンタイムの番組も再放送される場合がある。それらは「番組の急な打ち切り」「その放送分の内容に問題があり自主的に放送を取りやめる」「出演者や声優の都合」「大震災などの大規模災害で番組の制作が間に合わなかった場合」などの理由により、つなぎ番組として再放送する場合である。また、例外的に『サザエさん』は1975年4月1日から1997年11月18日までゴールデンタイムの火曜日19:00 - 19:30に再放送していた（OP、EDは新規に制作したもので、『まんが名作劇場　サザエさん』に改題している）。開始当初はネットワークセールス枠だったが、1985年よりローカルセールス枠に移行している。また、『ポケットモンスター』も1999年から2002年まで『ポケットモンスターアンコール』として副音声英語放送を追加して放送しており、その後は「週刊ポケモン放送局」での休止を経て1時間枠のポケモンバラエティ内でTVシリーズの再放送を2004年から2015年まで実施している。2009年にも『ヒカルの碁』が月曜日19時30分から半年間放送された。
また、フジテレビ系列で過去に放送されたスペシャルドラマは『ドラマレジェンドスペシャル』のレーベルをつけて放送しており、『HERO』のように高視聴率を記録していたものもある。過去に放送されたスペシャルドラマが全国ネットでかつ複数に渡って放送され、固有のレーベル名まで持った珍しい例である。
また、放送倫理上問題のあるものなどは、本編に差支えがない程度に編集されることもしばしばある。逆に「現在では好ましくない表現が含まれますが、作品のオリジナルを尊重してそのまま放送します、ご了承ください。」などのテロップを表示した上で放送することもある。同じ番組を繰り返し放送することもある。民放キー局系のCS放送チャンネル（TBSチャンネル、フジテレビTWO、テレ朝チャンネルなど）の再放送ではCMカットで放送したり、ドラマ番組の全話一挙放送が行われている。また、権利上の関係 （主題歌に洋楽が使われているなど）でDVDなどのソフト化・ネット配信が困難な作品も再放送されるケースが多い。ドラマの場合、エンディング場面をカットして「END」となる場合もあり、主題歌を聴いたりできない場合もある。
地方局に遅れネットで放送される番組では、放送局が「内容が不適切」「ゲスト出演者が裏番組のレギュラーである」「前編・後編の両方を通して放送が不可能」などの理由で過去の再放送に差し替えられる場合がある。『ダウンタウンのガキの使いやあらへんで!』は、現在同時ネットで放送している局が遅れネットだった頃、前述の理由で過去の再放送に差し替えたケースがあった。
ドラマなどの場合は、系列局で放送する際、再放送についても契約の中に含まれるという。
スポーツ中継では、海外からの中継で放送時間が深夜帯に当たる場合、全日帯に改めて放送されることがあり、これらは「録画放送」とも呼ばれる。
作家・映画監督や俳優・女優が亡くなった場合、追悼特集として、その作家が原作の作品や監督が手掛けた作品（映画やドラマ）および俳優・女優が出演した作品（映画やドラマ）が地上波・BS・CS問わず、実質再放送される事もある。また、トーク番組でも、同様の理由で再放送を行う事がある。
また、アニメ「ポプテピピック」では前半パートと後半パートでほぼ同じ映像を使用し、後半パートを「再放送」と称して声優や細かな演出を変更し放送するという演出がある。さらにリミックス再放送が行われた際も声優を変更している。

## 傾向など
1980年代前半までは主なキー局で夕方の時間帯を独占していたアニメの放送は、キー局での本放送減少、少子化、塾や部活などによる在宅率の減少、ゲームなどの遊びの多様化などもあって、1990年代以降では大幅に減少している。1990年代後半以降は、アニメに代わってドラマの再放送や報道番組・夕方ワイド番組が夕方放送枠を占めている（「ニュース番組のワイドショー化」も参照）。
2000年代からは地上波デジタル放送開始により4:3・アナログ画質の作品の再放送が次第に忌避される傾向となる。またBSデジタル放送開始により再放送のBSへの移行も相次いだ。
2010年頃は国産地上波ドラマの再放送が減少し、フジテレビ系で2010年1月から韓国ドラマを放送する独自枠である『韓流α』が設置され、TBS系やBS日テレでも再放送枠で韓流ドラマを放送する割合が高まっていた。しかし、2011年にフジテレビの韓流偏向に対するデモが行われるなど（「フジテレビ抗議デモ」を参照）、同時期に日韓関係が悪化した影響で各局とも縮小を迫られ、2012年に『韓流α』は終了し、TBSの『韓流セレクト』も2014年3月で終了。2015年現在では、ローカル局（特に独立局）やBS・CS放送での放送が中心である。
また、2012年ごろからは午後4時から再放送する『相棒』（テレビ朝日）が2桁に迫る視聴率を獲得するようになった。その影響で、2013年春では日本テレビやフジテレビではドラマ以外の番組の再放送も行うことが多くなっている。
旧ジャニーズ事務所所属タレントが出演するドラマについては、肖像権の取扱方針の関係上、再放送されない場合がある。ただし、バラエティ番組については再放送される番組が多い。
ジャニーズ事務所所属タレントが出演するドラマ以外でも、本放送出演当時の出演者の事情などで、再放送を行わない場合がある。
なお、再放送で得られる広告料が少ないことや局としてのステーションカラーの問題、視聴率の問題などもあり、再放送に消極的な放送局もある。

### 地域による違い
- 朝日放送テレビでは、『相棒』などの水曜夜の刑事ドラマや、『科捜研の女』などの木曜ミステリーの再放送が多い。
- 関西地区（特にテレビ大阪とサンテレビ）では現在でも朝8時台や深夜帯を中心にテレビ東京系アニメの再放送や他系列のアニメの放送が比較的多く行われている。また、特に朝日放送テレビや関西テレビでは、年末年始を中心にキー局の同時ネット番組を拒否して再放送を行う傾向がある[32]。
- テレビ神奈川のように、2000年代になって深夜の再放送がきっかけでアニメの再放送に力を入れるようになったケースもある。他にも深夜にアニメの再放送が行われるケースや、テレビ東京系列(TXN)では空いたアニメ枠の穴埋めに再放送が行われるケースも見られる。
- 岡山県・香川県ではかつては岡山放送午後14時台に大人向けのドラマを再放送していた。2009年になって同じ午後帯に瀬戸内海放送・RSK山陽放送・テレビせとうちの3局が2時間サスペンスの再放送を行うようになり、そのうち前者2局では14時 - 15時台という時間帯に放送されていて、瀬戸内海放送では公式ホームページでサスペンス再放送枠の告知を行っていたが、2015年現在では、瀬戸内海放送が14時から15時台を連続ドラマ再放送枠に変更し、サスペンス再放送から撤退し、テレビせとうちは12:00 - 13:50での放送のため、再放送枠の競合は解消されている。連続ドラマの再放送は瀬戸内海放送と岡山放送のみのほか、不定期ならばRSKテレビで放送する事もある[33]。
- 東海テレビ（名古屋）は自社制作の昼ドラを再放送する事が多い。2013年4月現在では水曜深夜2 - 4時台に再放送を行っている。過去に「ドラマ30」などで昼の連続ドラマを制作していたCBCテレビでは『キッズ・ウォー』シリーズなどを除くとほとんど自社制作ドラマを再放送していなかったが、2009年ごろよりドラマ30などの再放送を始めていた。
- 四国放送（徳島）では、1990年代では平日16:00 - 16:54の枠で、系列外の局のドラマを集中放送していたほか、2011年4月8日まで「JRT奥様劇場」と題した、平日10時台に他系列で制作・放送されていたテレビドラマの再放送枠を設置（系列外ネット受け分も含む）していた。なお、稀に同系列のテレビドラマ再放送や別ジャンルの番組（バラエティ・通販枠など）に割り当てられることもあった。2015年現在のドラマ放送枠は、「朝ドラ!」と題した、10:25 - 11:25の枠での不定期での放送となっているため、2015年現在では平日でのレギュラーでのドラマ再放送枠は存在しない。
- 青森放送では、自主制作のミニ番組と特殊な事情がある場合を除き、原則再放送は行わない。ただし、在京キー局（日本テレビ・フジテレビ・テレビ東京）制作のバラエティ番組については、キー局サイドの編成都合で、再放送を行う場合があるほか[34]、青森県が舞台で青森放送が製作委員会に連なっている『ふらいんぐうぃっち』も再放送を行った。

### アニメの場合
再放送にあたっては制作会社から日本脚本家連盟に所属する脚本家と日本俳優連合所属の声優に使用料が支払われる。
テレビ局がアニメの制作に関与した場合には局側の権利として2年間で2回の放映権があり、本放送に加えて再放送が1回できる。その後は権利が製作会社側に移動し、テレビ局は製作会社と改めて放送契約を結んで再放送する。期間は2年間で回数の制限は無い。
そのため、旧作のアニメが本放送とは異なる放送局で放送されることがある。この際に、自社系列外のテレビ局のクレジットを消去することがある。
- フジテレビ『うる星やつら』→TOKYO MX・チバテレなどの独立放送局やNHK BS-2で再放送。
- フジテレビ『タッチ』、NHK『未来少年コナン』→日本テレビで再放送。
- 日本テレビ『キン肉マン』→系列CSチャンネル日テレプラスで再放送された後、フジテレビ739（現・ONE）で、さらにその後はテレ朝チャンネル2など、他系列のCSチャンネルで再放送された。
- 日本テレビ『美味しんぼ』→テレ朝チャンネル2で再放送。
- 日本テレビ『元祖天才バカボン』→テレビ東京が再放送して高視聴率を挙げ、フジテレビで『平成天才バカボン』が制作された。

逆に民放で放送されたアニメが、NHK-BSで放送されることもある。
また『金田一少年の事件簿』・『銀魂』（『よりぬき銀魂さん』）など1年以上の長期作品の場合には途中までの放送となったり、「傑作選」・「ベストセレクション」などと題して特に選んだ話を数話放送するだけということもある。
本放送では低視聴率などで打ち切りとなった作品が再放送によって人気が再燃し、続編が作られたりリメイクが行われることもしばしばあった。例としては『ルパン三世』や『宇宙戦艦ヤマト』、『機動戦士ガンダム』などである。
しかし1990年代後半から各局に存在した夕方再放送枠の激減が始まり、キー局では2000年秋の時点でテレビ東京の「ポケモンアンコール」枠だけという状況になっていた。テレビ東京系列では全国同時ネットでのアニメ再放送が行われることもあった。例としては「アニメ530」では『カードファイト!! ヴァンガード』や土曜朝の『遊☆戯☆王シリーズ』などが挙げられる。作品によっては本放送時とは異なるOP・EDが制作されるケースも散見される。
深夜アニメの場合、再放送はCS放送を中心に行われるという都合もあって地上波では1回限りの放送となることが多いが、TOKYO MXで2000年代以降に放送された深夜アニメやWOWOWアニメなどの再放送が行われているケースもある。また、2008年からは一部の新作アニメで本放送とリピート放送で2回ずつ放送する番組もある。2000年代後半以降になってからは、映像ソフトのブルーレイ版の発売に合わせ、その宣伝も兼ねて再放送が行われるケースも見られる。また、2012年度放送の『AKB0048』は地上波ネット局では分割2クールでの放送の際、第2期放送期に第1期の再放送枠を設けている。またこの場合製作者次第では旧作のアニメ同様に本放送と異なる局で再放送が行われる場合がある。
海外アニメの放送では、オリジナルのオープニング、エンディングがカットされ、日本独自のものに差し替えられたり、単に省略される場合もあるが、時々カットされない場合もある。カットされるものは
- INCOLOR - カラー放送であることを示すアイキャッチ。多くは三原色や虹をイメージした段階的なスペクトラムが表示される。
- テーマソングやオープニング
- スタッフロール
- 放送ネットワークのロゴとテーマソング - オリジナル版を放映した放送局のロゴに合わせたアニメーションと音楽。
- プロダクションや出版社のロゴやアニメ
- CM前後のアイキャッチ
- プロダクトプレースメント - 該当アニメのキャラクターがスポンサーの商品を宣伝するパート。

具体的に、ワーナーブラザーズのイントロでは、地上波では番組タイトルロゴに差し替え（例:『トムとジェリーテイルズ』）。海外で使われたエンディングなどが日本ではカットされる事例もある（スタッフロールすらない場合もあり声優・スタッフ表記もない）。

### ラジオの場合
箱番組を中心に、NHKラジオ・民放各局・コミュニティ放送では再放送が行われることがある。
また、長時間のワイド番組に関しても、番組内の一コーナーやフリートーク部分のみを抜粋し、編集した上で再放送を行ったり、ニュースや天気予報といった過去の情報にあたる部分のみをカットし、大部分を再放送する例もある。
かつて、南日本放送では空いた枠を利用して長寿番組を中心とした再放送を次の番組が始まるまで行っていたが、つなぎ番組としての放送のため、原則としてノースポンサーで、自社制作番組ながらCMフィラーが入っていた。
『テレフォン人生相談』においても、過去に放送された回の再放送をパーソナリティや回答者の追悼時や、製作局であるニッポン放送の放送が休みの時で、ネット局のみの放送となる場合は、必ず行われる。
最近では著作権処理された部分のみ放送局のウェブサイトにアップロードされていたり、インターネットによる再送信サービスであるradikoにおいてもほとんどの番組が放送終了後にCMや音楽も含めて完全な形で聴取出来るようにした(タイムフリー機能)も普通になってきたことへの反動もあり、近年では2010年代中盤以前に比べて民間放送のラジオ番組における再放送そのものが大幅に減少し、ラジオショッピング単独番組の放送が格段に増えている。
冠番組の場合、番組MCが何らかの事情（不祥事による場合を除く）で番組出演できなくなった場合、過去の番組を再放送するケースもある。

### CS放送の場合
また、CS放送などのニューチャンネルと呼ばれる放送局は、「繰り返し放送」（リピート放送）と銘打って本放送よりも再放送やリピート放送を行うことを重視した局が圧倒的に多い。また、地上波放送当時には無かった字幕放送を行う番組(TBSチャンネルでの『水戸黄門』など)もある。
これは途中から加入した視聴者でも最初から視聴できるようにするのと、既存の視聴者からもう一回見たいと要望があること（いわゆる「キャッチアップ放送」の類）、また用事があって見逃したり、衛星放送の性質上豪雨・雷雨・大雪などの悪天候で受信しづらくなった場合でもまた見られるようにとの配慮などの理由からきている。

### その他の場合
地方局では空白枠の穴埋めの例が最も多い。自主制作番組（中にはKBS京都の『ぽじポジたまご』のように生ワイドの再放送を行うところもある）を再放送することがあるが、これはCS放送のリピート放送と同意である。
BS-TBS製作で、毎週新作の本放送があり、不定期で2本目も新作の本放送に充てることがある『吉田類の酒場放浪記』や、スピンオフ番組で、不定期で新作の本放送がある『おんな酒場放浪記』は現時点では15分番組を1時間枠で4本立てで放送されており、新作の本放送は最初の1本のみで、残りの3本は旧作の再放送である。見逃し無料配信も新作本放送版のみとなっている。TBS系CS総合局のTBSチャンネルではBS-TBSの編成から外れた旧作（BS-i時代に製作された作品も稀にある）を主に放送されている。
BSスカパー!もアニソン関連タイトルのPV（プロモーションビデオ）をダイジェスト放送する番組を持っており（提携関係のエムオン・エンタテインメント運営・MUSIC ON! TVが制作協力）でもリピート放送を実施。また、独立放送局などでも穴埋めでPVダイジェスト番組（『MUSIC BRAKE』など）をミニ番組ないし30分の通常番組の形態で放送している局・チャンネルもある。また、WOWOWやBSスカパー!関連各チャンネルなどで放送の劇場長編アニメ作品は少なくとも1年前後を目途にリピート放送がなされている場合が多い（『映画 けいおん!』『星を追う子ども』など）
TOKYO MXの『TOKYO MX NEWS→news TOKYO FLAG』は平日の17時59分 - 18時25分にMX1で放送したものをMX2で同日の23時30分から23時56分に再放送している（重大なニュースが入った時には生放送に差し替える）。同局では開局した頃にも22時からのニュースの再放送を、26時から45分間のみ行っていた。日本海テレビではかつて『NKTピックアップTHE DAY』という番組が放送されていたが、この番組は夕方のワイドニュースのうちストレートニュース部分について、アナウンサーが顔出しするリード部分をブルーバックの小見出し表示にしたうえで15分に編集し放送したもので、事実上の再放送である。CS放送以外の地上波でニュース番組を定期的に再放送するのは珍しいケースである。ラジオにおいては、1980年代にラジオたんぱ（現在のラジオNIKKEI）が放送していた『ニュース・オールナイト』（最初の1時間分のみ生放送で、以降は突発的なニュースが入らない限り同じ放送を繰り返す）のような類似例がある。
NHKでは生放送の報道番組や情報番組を再放送する場合、Eテレの福祉番組（『ハートネットTV』や『バリバラ』の一部の回）では、画面の『LIVE』テロップなどを削除もしくは『再放送』テロップに差し替える修正が行われる。一方で総合テレビの報道番組・情報番組を再放送（『クロ現選』など。地域情報番組を後日全国放送する場合も含む）する場合はテロップの修正を行わないことも多い。
1990年代から本放送中であるにもかかわらず（最終回を待たずに）夕刻や深夜、また昼間帯にその時までの既放送分を再放送すること（CS放送では「キャッチアップ放送」という場合がある）も行われ始めた。2012年のアニメ『超速変形ジャイロゼッター』に至っては本放送（火曜夕方）の5日後（日曜朝）に関東地区限定であるが地上波で再放送されている。また、ドラマでも本放送中に過去の作品・シリーズの再放送が行われたケースもある。
これは、ドラマや一部の新作アニメの視聴率の数字を上げるために、初回・第2回…を見なかった視聴者を本放送に引き戻そうとするもの（番組宣伝の一種）である。1995年に放送された『星の金貨』（日本テレビ）において、ドラマ完結前に既放送分の再放送を行ったところ視聴率が大きく上昇した例が契機とされ（星の金貨#概要も参照）、日本テレビ宣伝部は「効果は計算どおりだった」とコメントしている。
年末年始は働き方改革により、同時期にテレビ局員や芸能人が休暇を取る者が多く、最低限の人員で回さなければならないことから、ドラマの一挙再放送やバラエティ番組の総集編と称した再放送が2010年代後半以降から行われている。特に1月2日と3日の日中帯に行われていることが多いが、これは前述の事情に加え、同期間に日本テレビ系列で放送されている箱根駅伝中継が圧倒的な高視聴率番組であるため、他局が高い視聴率を取れる強力な裏番組を投入しづらいことや帰省・初詣などで在宅率が低いことも一因である。

## 主な再放送枠
●＝2023年12月現在放送中。
- おーい!まんがだヨー（日本テレビ）…1970年代に平日朝に日テレ系のアニメ特撮の再放送をしていた。
- まんがキッドボックス（東京12チャンネル）…1970年代に平日夜に洋モノアニメーションの再放送をしていた。明治製菓の一社提供。
- マンガのくに（東京12チャンネル→テレビ東京）…1967年から1980年まで平日昼に洋モノアニメーションの再放送をしていた。半年間中断後、1989年まで日本製他系列アニメの再放送に変更された。時間枠は時期によって異なる。
- まんがパレード（日本テレビ）…1970年代に平日朝（後夕方）にアニメの再放送をしていた。15分枠。
- アンコールアワー（日本テレビ）…1970年代に平日16時台に日テレ系の邦ドラマ、洋ドラマの再放送をしていた。
- アンコール劇場（フジテレビ）…1975年から1978年にかけて平日16時台にフジテレビ系ドラマ＆アニメの再放送をしていた。
- 土曜アンコールアワー（テレビ朝日）…1978年から1979年にかけて土曜の午後に水曜スペシャルの再放送をしていた。
- 土曜アンコール劇場（テレビ朝日）…1979年から数年間、土曜の午後に土曜ワイド劇場などの再放送をしていた。
- ナイトスクリーン（日本テレビ）…1980年代に平日深夜月 - 木で日テレ系の邦ドラマ、洋ドラマの再放送をしていた。
- 奥さま劇場（TBS）…1970年代 - 2000年代の平日10時台にTBS系帯ドラマの再放送をしていた。夏休みなどにはウルトラシリーズなどの再放送もされた。
- アニメストリート（日本テレビ）…1990年代に平日17時台にアニメの再放送と本放送を混ぜて放送していた。
- アニメストリート（BS朝日）…2000年代に平日17時台にテレ朝アニメの再放送をしていた。だんだん放送曜日が少なくなり消滅。
- てれびふりーく（関西テレビ）…2006年から2019年に平日午後にフジ系ドラマの再放送をしていた。
- おはよう!時代劇●（テレビ朝日）…2015年から平日早朝午前４時台にテレ朝時代劇の再放送をしている。
- 午後の再放送ドラマ●（関西テレビ）…2019年から平日午後にフジ系ドラマの再放送をしている。てれびふりーくの後続枠。
- ミッドナイトチャンネル●（NHK総合）…1997年度から未明に放送している再放送枠
- 手話で楽しむみんなのテレビ●（NHK Eテレ）…不定期放送している番組。NHK地上波の番組に手話通訳を追加して放送する。
- ハッピーアワー●（フジテレビ）…2023年10月2日〜放送の平日午後の放送枠
  - +ストリーム!（同）…2023年4月3日〜9月29日まで放送の平日午後の放送枠
  - メディアミックスα（同）…2016年10月3日〜2023年3月31日まで放送の平日午後の放送枠
  - ドラマチックα（同）…2013年9月30日〜2015年3月27日まで放送の平日午後の放送枠
  - チャンネルα（同）…2000年4月〜2013年9月27日まで放送の平日午後の放送枠
- 土曜ワイド（同）…土曜日午後の放送枠
- ドラマレジェンドスペシャル（同）…ドラマなどの特別番組
- ドラバラZONE（日本テレビ）…2007-2008年の平日午後枠
- 日曜ワイド（テレビ朝日系列）…2017年4月9日〜2018年3月25日まで放送のテレビ朝日系列日曜午前の放送枠
- アニメ530